# Medaglia Mauriziana
Eredeti nevén Medaglia Mauriziana magyarul Mauritius-medália 1839-ben alapított olasz katonai kitüntetés, mely nevét Szent Móricról kapta. Az olasz katonai elismerések egyik legmagasabb szintjét jelenti, a hűség jelképeként adományozzák, az ötvenéves szolgálati idővel rendelkezők részére.

## A Szent Móricról elnevezett elismerésekről általánosságban
A névadó Szent Móric (olaszul: San Maurizio), aki a tiszteltre méltó római kori Thébai Légió vezetője volt a harmadik században. Maximianus, aki Diocletianus társcsászára volt katonáit a keresztények ellen vetette be, de a thébai légió megtagadta az engedelmességet. A császár megtizedeltette őket, de ennek ellenére hajlíthatatlanok maradtak.
Szentként mind a Római katolikus és mind a Kopt keresztény egyházak elismerik őt. A róla elnevezett állami vagy katonai kitüntetések ismeretesek több keresztény országban is. Talán az egyik legismertebb az amerikai katonák részére adományozott (Order of Saint Maurice).
Az elismeréseknél közös, hogy az adományozás előfeltétele öt alappilléren nyugszik. Az öt alappillért az ógörög és a latin eredetű „Primicerius, Centurion, Legionnaire, Peregrinus, és Civis,” szavakhoz tartozó értelmezések alapján határozzák meg a kitüntetettek felé a teljesítendő követelményrendszert.

### A Szent Mauritius-medáliáról
A Szent Mauritius-medália régóta használt katonai elismerési forma, de olasz állami kitüntetésként ismert változata is van. Az olasz királyi Lázár- és San-Maurizio-rend tiszti lovagkeresztjét (olaszul: Ordine dei Santi Maurizio e Lazzaro) például magyar kitüntetettként Thaly Kálmán politikus is kiérdemelte. A katonai változatnál az öt alappillér a 10x5 év szolgálatán alapul. Az évek alatt szolgálati éveket kell érteni, melyek alapján a feladattól függően egy naptári évet meg kell szorozni a feladathoz rendelt szorzószámmal. A Magyar Honvédségnél, korábban alkalmazott rendszer alapján, ha valaki fegyveres békemissziós feladatban vesz részt, az kettes szorzónak számít. Tehát egy naptári év kettő szolgálati évnek számít. Olaszországban katonai kitüntetésként 1839. július 19. óta adományozzák. Akkori nevén „Medaglia Mauriziana per merito militare di 10 lustri”, mely alapján érdemek szerint kaphatták kitüntetettjei.
Az elismerést 1954. május 7-én megváltoztatták és új nevén „Medaglia Mauriziana al merito di 10 lustri di carriera militare”, lett mely alapján a katonai pályához való hűség elismeréseképpen adományozásához az eltöltött 50 év szolgálati időt határozták meg. A kitüntetettek körébe nem csak katonák tartoznak. Az elismerést a köztársasági elnök adja a honvédelmi miniszter, a belügyminiszter illetve a pénzügyminiszter javaslata alapján a hadsereg, a haditengerészet, a csendőrség, a pénzügyőrség és a rendőrség személyi állományába tartozók részére.

### A medáliáról

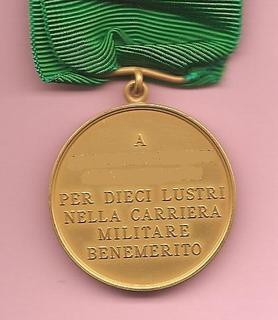
hátoldali képe, a „A per dieci lustri nella carriera militara benemerito” (50 év szolgálatban eltöltött érdemek után) felirattal

A medália aranyötvözetből készül. Előlapján Szent Móric lovas képe látható és körülötte a „S. Maurizio protettore delle nostre armi” (Szent Mauritius a hadseregünk védőszentje) felirat olvasható. A hátoldalon a „A per dieci lustri nella carriera militara benemerito” (50 év szolgálatban eltöltött érdemek után) felirat látható.

### Fordítás
- Ez a szócikk részben vagy egészben  a   Medaglia Mauriziana című olasz Wikipédia-szócikk ezen változatának fordításán alapul.  Az eredeti cikk szerkesztőit annak laptörténete sorolja fel. Ez a jelzés csupán a megfogalmazás eredetét és a szerzői jogokat jelzi, nem szolgál a cikkben szereplő információk forrásmegjelöléseként.